# Chi Tiêm
Cathormion là một chi thực vật có hoa trong họ Đậu.